# Carlo di Cesare del Palagio

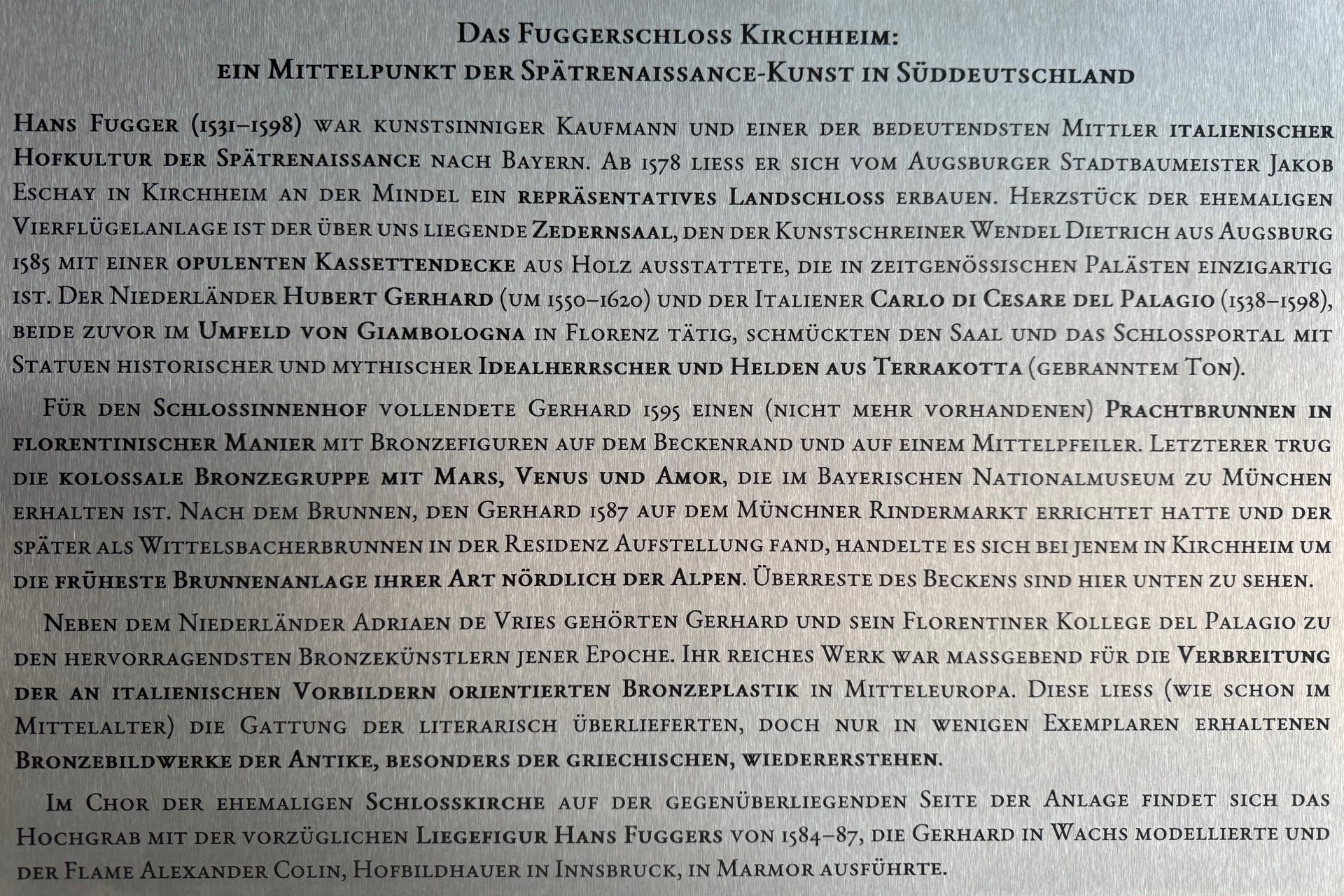
Gedenktafel im Fuggerschloss Kirchheim in Schwaben, gestiftet und erarbeitet von David Jan Slavicek

 Carlo di Cesare del Palagio  (* 25. Januar 1538 in Florenz; † 22. August 1598 in Italien) war ein italienischer Bronzegießer, Terrakottabildner, Modellier und Bildhauer.

## Leben

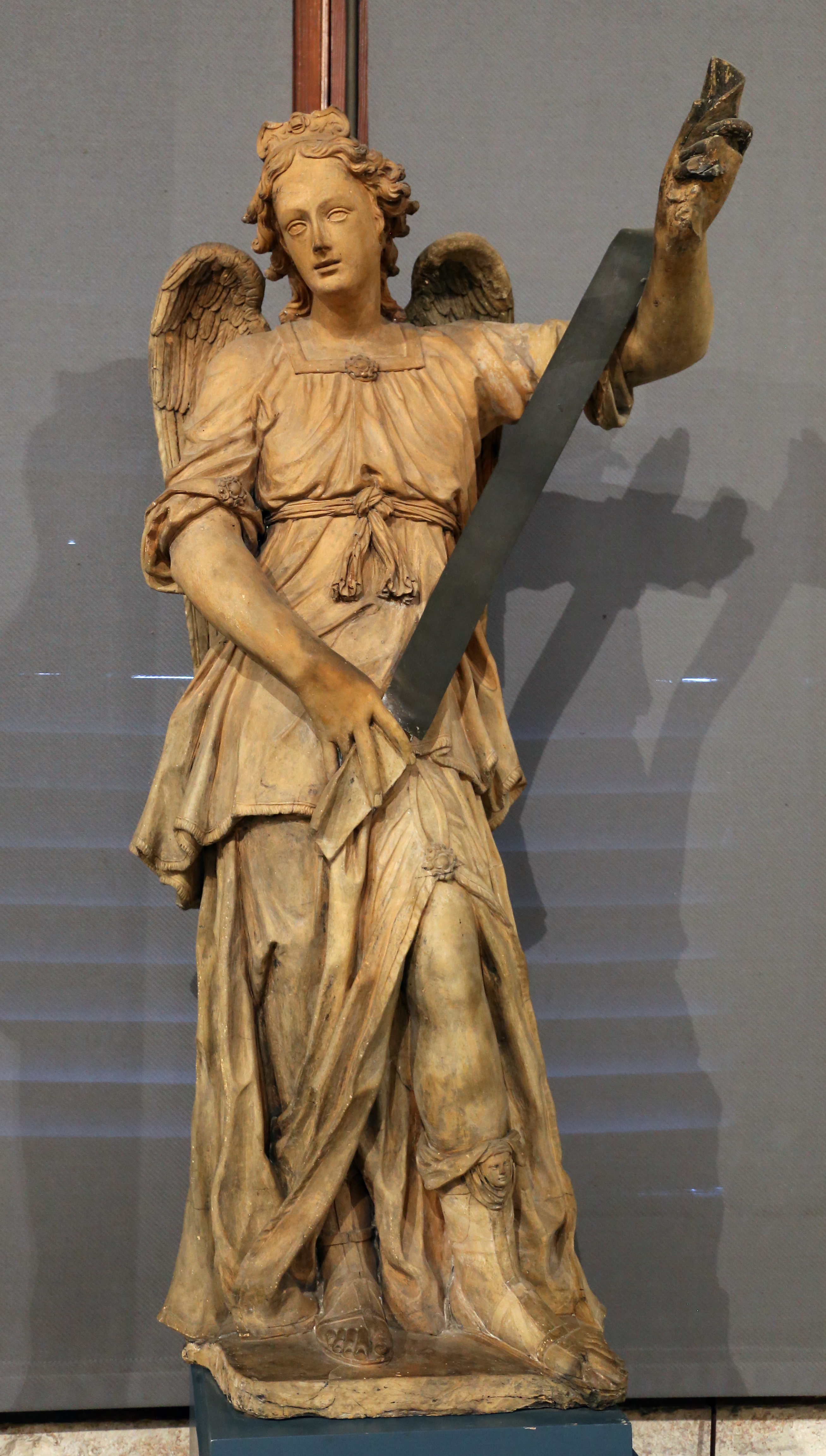
Engel, Mantua, palazzo Ducale

Carlo di Cesare del Palagio wurde am 25. Januar 1538 in Florenz geboren. Sein Vater Cesare di Bartolomeo di Domenico sorgte für eine künstlerische Ausbildung beim italienischen Bildhauer Giambologna sowie beim italienischen Künstler Giorgio Vasari. Noch im Jahr 1560 war er Gehilfe beim Meister Giambologna. Bereits fünf Jahre später arbeitete er selbstständig bei der Vorbereitung zur Florentiner Fürstenhochzeit; er richtete die Dekoration des Palazzo Vecchio aus. Von 1565 bis 1571 war er Mitglied der Florentiner Accademia del Disegno. Auch arbeitete er an deutschen Fürstenhöfen. Von 1569 bis 1573 schuf er die Stuckdekoration für Hans Fuggers Augsburger Palais  unter Regie von Friedrich Sustris. In der Zeit von 1574 bis 1579 arbeitete er bei dem in Landshut residierenden bayerischen Thronfolger Herzog Wilhelm V. und schuf mehrere bronzene Gartenplastiken in der Münchner Residenz. Des Weiteren schuf er die Dekoration auf Burg Trausnitz oberhalb von Landshut. Von 1581 bis 1585 wirkte er erneut bei den Fuggern. Zusammen mit Hubert Gerhard schuf er den Grabaltar für Christoph Fugger  sowie in Kirchheim/Schwaben die Terrakottafiguren im Zedernsaal des Fuggerschlosses. In der Basilika St. Ulrich und Afra in Augsburg formte der Florentiner 1582 die Terrakottastatuen Christi und der Apostel auf der Abschlussbalustrade der Andreaskapelle und der Simpertuskapelle. In der Zeit von 1585 bis 1588 arbeitete er unter Friedrich Sustris am Münchner Residenzneubau von Herzog Wilhelm V. von Bayern. Von Giovanni Maria Nosseni wurde er 1588 nach Dresden geholt und schuf bedeutende Kunstwerke in Sachsen. Er arbeitete am Dresdner Hof von 1588 bis 1591. Danach kehrte er nach Bayern zurück und siedelte 1597 nach Italien über, wo er kurze Zeit später starb. Sein großes Verdienst ist, auf dem Gebiet der figürlichen wie dekorativen Plastik in Bronze und Stuck die modernen Stilformen der italienischen Spätrenaissance nach Deutschland vermittelt zu haben.

## Werke in Sachsen (Auswahl)

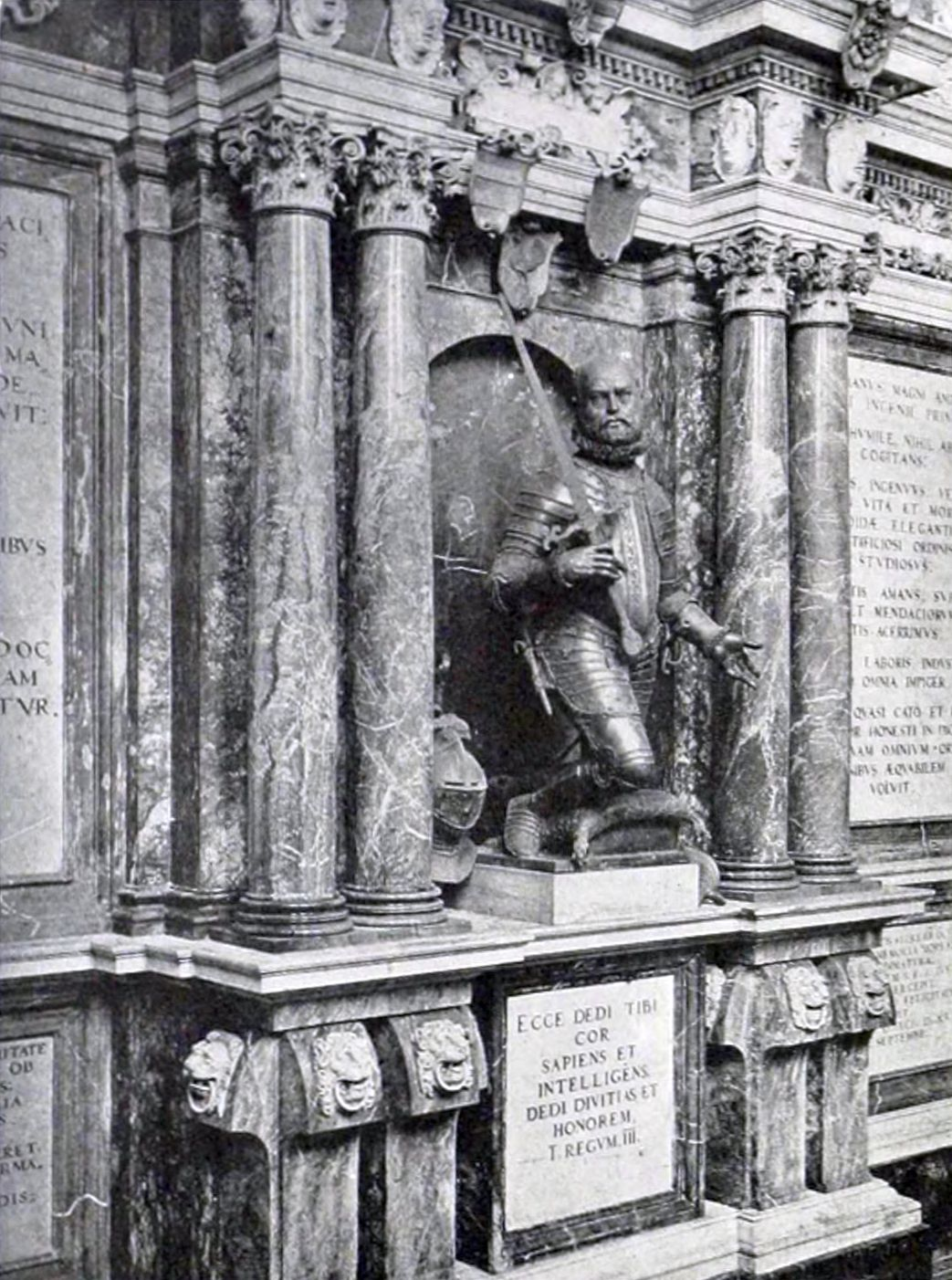
Grab Christian I. (Sachsen) im Freiberger Dom (um 1910)

- 1590–1593 Freiberger Gruft, Umgestaltung des Domchores zur Wettiner-Begräbniskapelle unter Giovanni Maria Nosseni
- zahlreiche Stuck- und Bronzefiguren für die Freiberger Wettiner-Begräbniskapelle
- Figuren für das Lusthaus auf der Brühlschen Terrasse in Dresden
- Büste des Kurfürsten Christian I., Staatliche Kunstsammlungen Dresden